# Stadhuis van San Sebastian
Het Stadhuis van San Sebastian is de zetel van de Spaanse gemeente San Sebastian. 
Het bouwwerk was aanvankelijk het casino van de stad, die aan het eind van de 19e eeuw een belangrijke en glansrijke badplaats voor de Spaanse aristocratie en bourgeoisie was. Het is ontworpen in eclectische stijl door de architecten Adolfo Morales de los Ríos en Luis Aladrén Mendivil en gebouwd tussen 1882 en 1887, om geopend te worden op 1 juli 1887. Als het gebouw uiteindelijk in handen van de gemeente komt, wordt het omgebouwd tot stadhuis, en als zodanig in gebruik genomen op 20 januari 1947. Daarvoor zat het stadhuis aan de Plaza de la Constitución in de Parte Zaharra, de oude binnenstad. 
In 1984 wordt het gebouw tot monument verklaard.